# Lázaro Valdés
Lázaro Valdés Espinosa (* 17. Dezember 1940 in Havanna; † 1. Januar 2023 ebenda) war ein kubanischer Son- und Jazzmusiker (Piano, auch Komposition).

## Leben und Wirken
Lázaro Valdés, ein Sohn des Perkussionisten Oscar Valdés senior (1912–2003), studierte am Conservatorio Profesional de Música „Mariano Pérez Sánchez“ und spielte in den 1950er- und 1960er-Jahren in mehreren Big Bands. Er war dann Pianist von Benny Morés Banda Gigante, einer Band, die er mehrere Jahre nach Benny Morés Tod im Jahr 1963 leitete. Bekannt war er für seine Son- und Jazz-Songs; außerdem leitete er eigene Gruppen, mit denen er Platten aufnahm. Für seine langjährige Arbeit als prominenter Musiker wurde Lázaro Valdés mehrfach ausgezeichnet, unter anderem mit der Raúl-Gómez-García-Medaille (der Union der Kulturschaffenden) und dem Nationalen Kulturpreis des Kulturministeriums. Er war der Bruder von Oscar Valdés junior (1937–2023) und Vater von Lázaro „Lázarito“ Valdés Jr. (1965–2013), der ebenfalls Pianist (und Leiter der Band Bamboleo) war.

## Diskographische Hinweise
- De Tal Palo... Tal Valdes (Pimienta Records, 2003)
- Lázaro Valdés Y Son Jazz: Manteca (Bis Music, 2011)
- Lazaro Valdés Y Lazarito Valdés: Benny, Sin Ti No Hay Fiesta (Egrem, 2017)